# Illerzell
Illerzell ist ein Gemeindeteil der Stadt Vöhringen im schwäbischen Landkreis Neu-Ulm.

## Geographie
Das Kirchdorf liegt nordwestlich des städtischen Hauptortes. Westlich entlang der Iller und der Landesgrenze zu Baden-Württemberg erstreckt sich das rund 185 ha große Naturschutzgebiet Wochenau und Illerzeller Auwald.

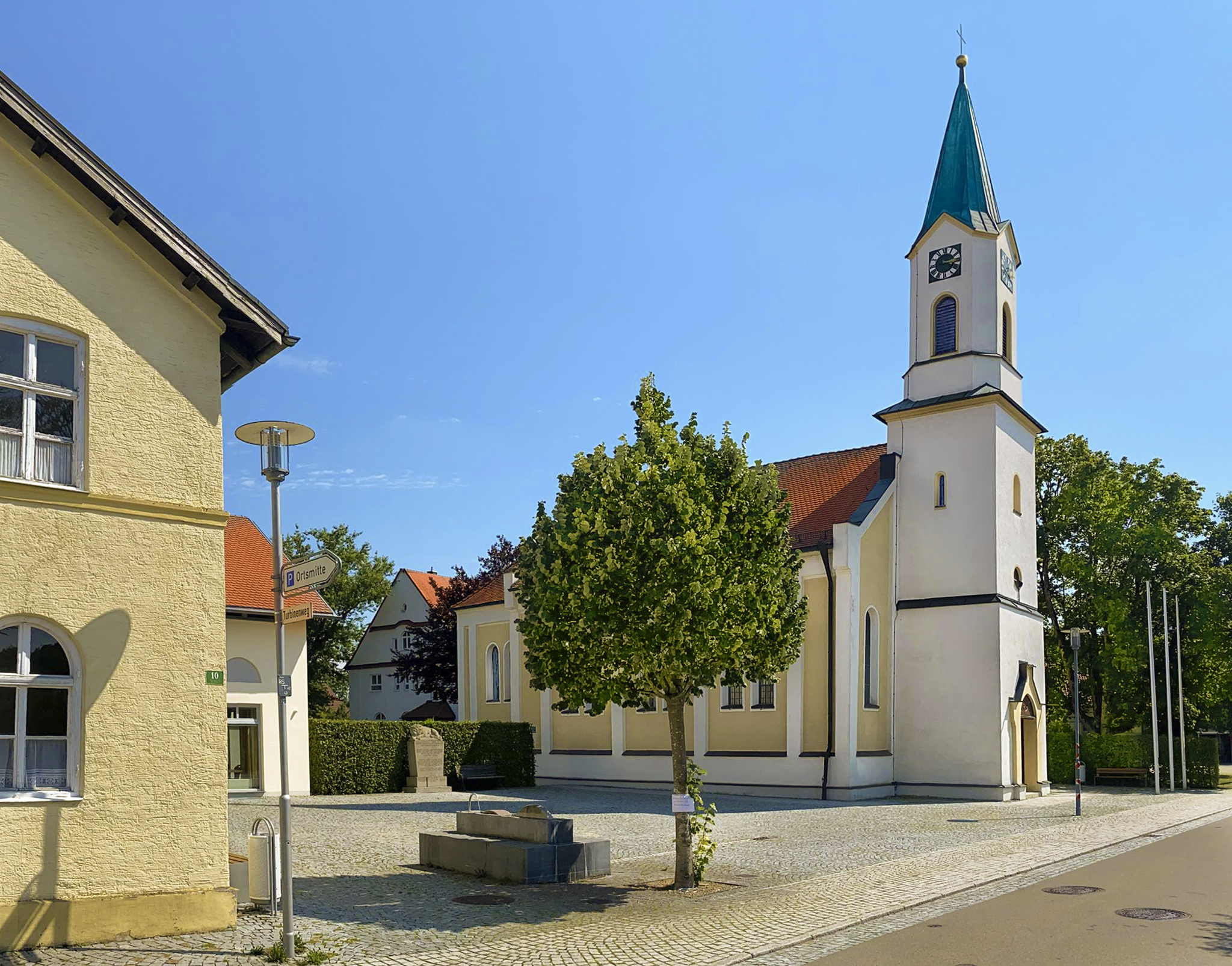
Dorfmitte mit der Pfarrkirche Sankt Ulrich (2022)

Die Geschichte Illerzells ist verbunden mit der westlich des Dorfes fließenden Iller, die Teil des Ortsnamens ist. Der Fluss sicherte den ansässigen Müllern, Fährleuten und (Schwarz-)Fischern den Unterhalt, konnte jedoch auch lebensbedrohliches Hochwasser führen. Bis Mitte des 19. Jahrhunderts war das Wasser des im Laufe der Jahrhunderte weiter nach Westen gerückten Flusses in eine knapp 600 m breite Naturtalaue eingebettet. Ab 1855 wurde der Illerlauf jedoch in knapp vier Jahrzehnte andauernden Arbeiten begradigt und ihre Breite auf nicht einmal ein Zehntel der ursprünglichen Talaue verschmälert.
Nicht nur die im nahen Vöhringen ab 1864 ansässigen Ulmer Wielandwerke versuchten, mittels von der Iller abgezweigter Kanalströme das Wasser für die Stromgewinnung zu nutzen; auch in Illerzell wurden die Obere Mühle südöstlich (an der heutigen Mühlbachstraße) sowie die Untere Mühle (heutiges E-Werk) inmitten des damaligen Ortes betrieben. Zwei Jahre nach Ende der Begradigungsarbeiten fielen am 12. April 1896 vor der Dankandacht anlässlich der Erstkommunion mehrere Kommunionmädchen, die auf einer schlichten wie morschen Holzbrücke herumgeturnt hatten, bei der Iller-Einmündung des Eiskanals („Renne“) ins Wasser, sodass nach ihrer Rettung bis heute die Nachfolgebrücke im Volksmund „Mädlasteag“ (Mädchenbrücke) genannt wird. Wenngleich im nahen Naturschutzgebiet Wochenau und im Illerzeller Auwald heute u. a. Rehe, Füchse, Biber und Wildschweine leben, hat nicht zuletzt durch den anthropogenen Treibhauseffekt die Biodiversität rund um die Iller in den letzten eineinhalb Jahrhunderten stark gelitten.

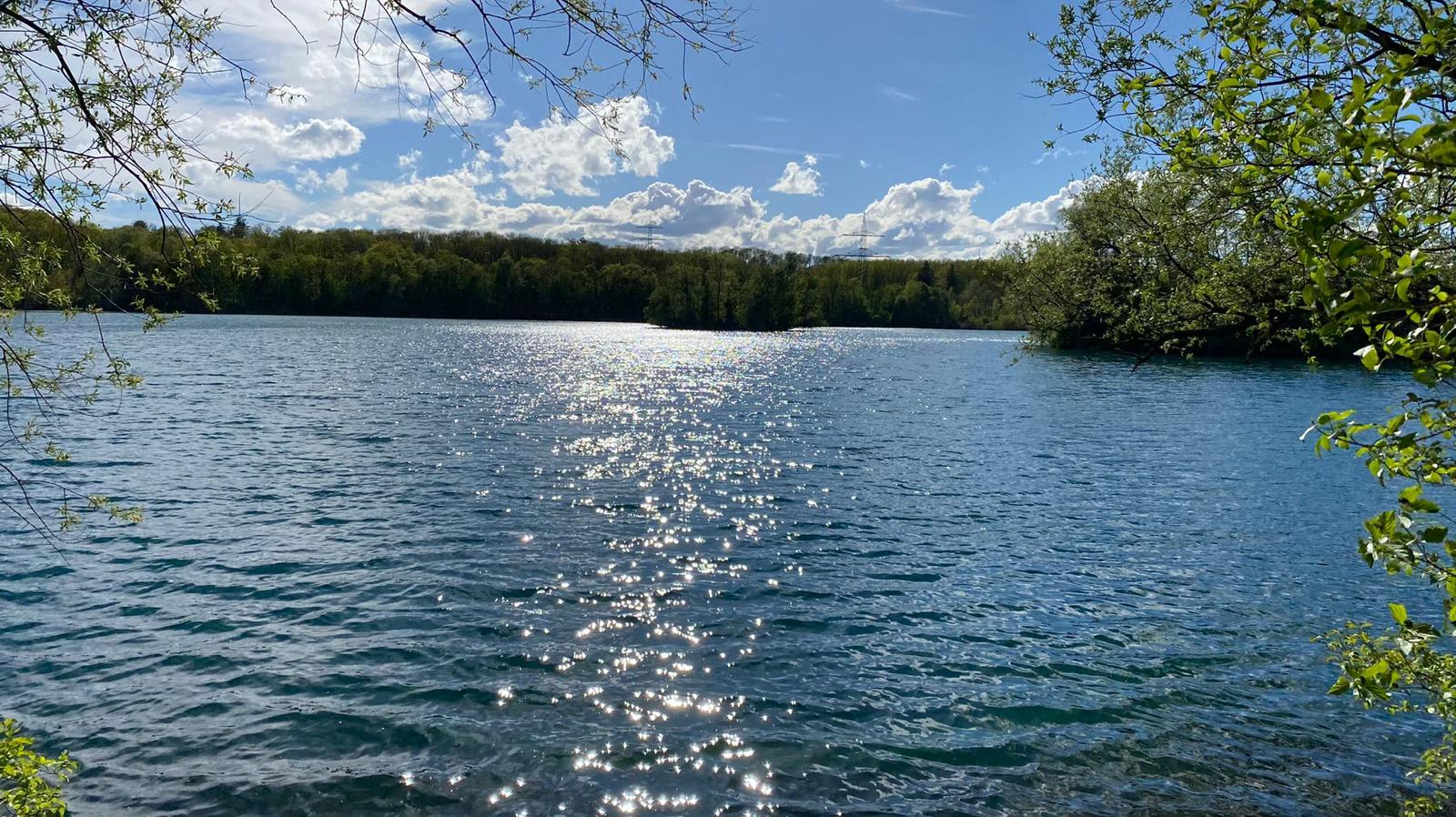
Waldsee mit Insel in Illerzell mit Blick in Richtung Senden

Im Jahr 1999 wurde Illerzell derart schwer durch ein Jahrhunderthochwasser heimgesucht, dass die bundesweit berichtende Tagesschau den Ort in ihre Berichterstattung aufnahm. Gleichzeitig graben sich Iller und Grundwasser seit Jahrzehnten ein. Die unterschiedlichen Interessenslagen von Naturschützenden, Vereinen und Anwohnern versucht in diesem Zusammenhang das knapp 70 Millionen Euro teure Projekt Agile Iller zusammenzuführen und den Fluss ab 2017 zwischen Memmingen und Neu-Ulm möglichst erlebnisnah zu renaturieren. Neben der Iller sind aber auch der Waldsee nördlich und der Kellerbau südöstlich des Ortes mit einer jeweiligen Fläche von 0,15 km² Stillgewässer, die im Sommer viele Menschen aus der Region zur Naherholung anziehen. Nördlich und südlich des Ortes liegt mit dem Naturwald Auwälder der unteren Iller ein Großschutzgebiet für Auwälder.

## Geschichte

### Mittelalter und frühe Neuzeit
Im Mai 1247 bezeugt ein ansonsten in keinen anderweitigen historischen Quellen auftauchender Heinricus de Celle bzw. Heinrich von Zell eine Gebietsübertragung an das Kloster Söflingen. Während aufgrund des Wortes „Zelle“, das in seiner lateinischen Übersetzung für cella auch Klosterzelle bedeuten kann, anfangs über einen geistlichen Ursprung des Ortes, etwa als Expositur zum Mittelzeller Benediktinerkloster auf der Reichenau, gemutmaßt wurde, wird nach neueren Forschungserkenntnissen das Wort in den Zusammenhang mit ökonomischen Getreidespeichern und Kornkammern gebracht. Vermutlich war das Dorf ab 1313 für knapp ein Vierteljahrhundert in den Besitztümern der Ellerbacher, ehe es mit dem Aufstieg der Patrizier in der nahen und bedeutenden Textil-Reichsstadt Ulm spätestens ab Mitte der 1330er Jahre in Besitz der bedeutenden Patrizierfamilie Roth übergeht, die sich namentlich durch Heinrich Roth von Zell, Fritz Rot(h) von Zell den Alten und dessen Sohn Heinrich Roth von Zell in drei Generationen durch caritative Stiftungen und Spenden auf dem Ulmer Stadtgebiet verdient gemacht haben. Das neben der ersten (Holz-)Kirche, die nach mündlicher Überlieferung wohl auf der linken Seite des Illerkanals und damit auf Höhe des heutigen E-Werks gelegen haben soll, wichtigste Gebäude zu dieser Zeit war das Schloss im Westen des Dorfes (heutiger Schifffahrtsweg; Hausnummer 13). Mit der zunehmenden Verbreitung der Burgen im süddeutschen Raum ab dem 11. Jahrhundert taucht das Schloss Illerzell zum ersten Mal im Zusammenhang mit einer Legende aus der Mitte des 13. Jahrhunderts auf, der zufolge der von seiner Familie verstoßene Eberhard II. von Kirchberg nach Erdrosselung seines eigenen Vaters den anschließenden Hausarrest in Illerzell verbracht haben soll. 1373 mitsamt des Ortes an die Ulmer Patrizierfamilie der Ehinger verkauft, wohnt die Kirchberger Gräfin Anna nach dem Ableben ihres Mannes 1470 knapp 23 Jahre als Witwe im Schloss. Zum eher schlichten wie robusten Schloss gehörten insgesamt drei Gärten, ein landwirtschaftlicher Hof, umgerechnet knapp 65.000 m2 Wiese und ein später von der Iller verschluckter kleiner Weiher.

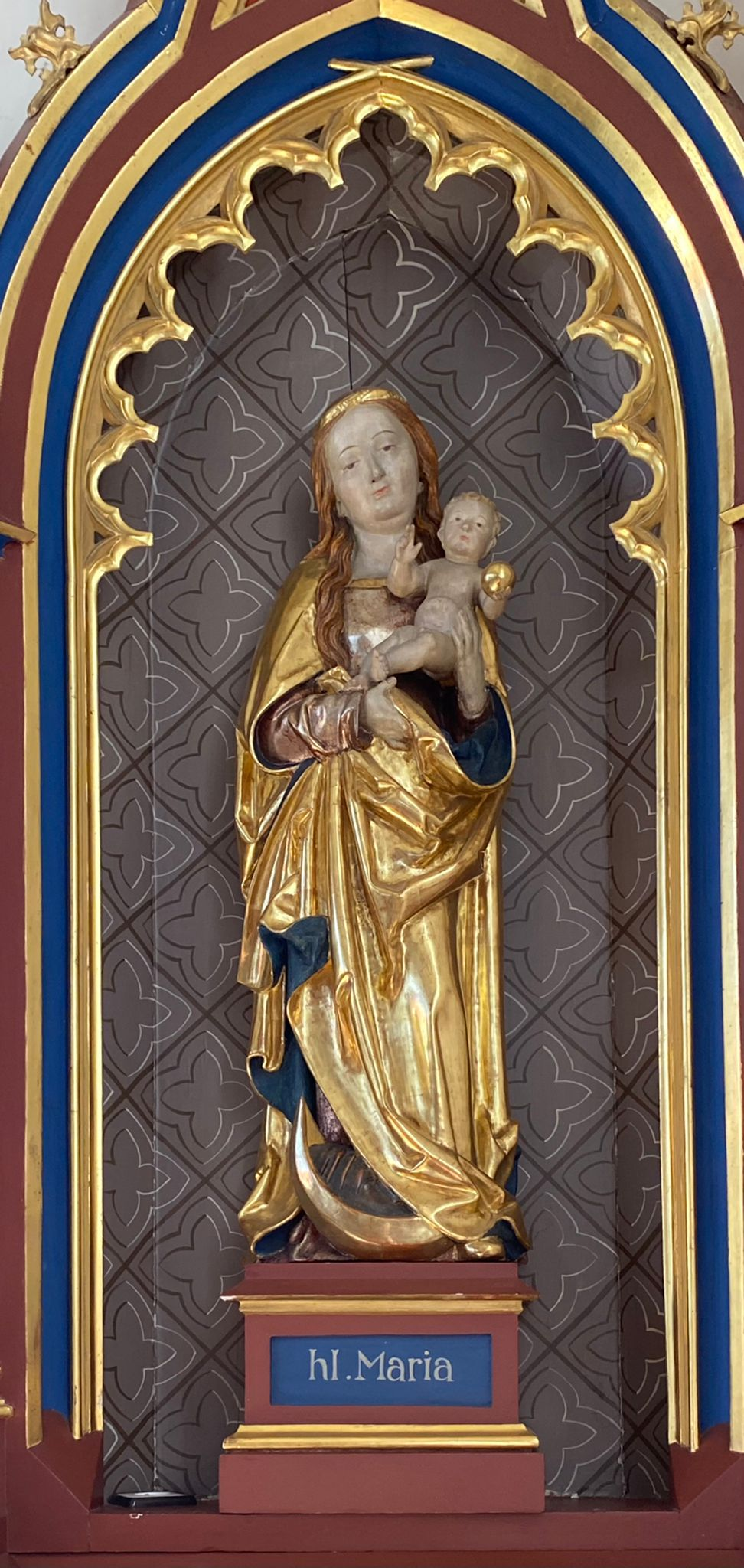
Spätgotische Madonnen-Figur mit Jesuskind im rechten Seitenaltar der Pfarrkirche Sankt Ulrich.

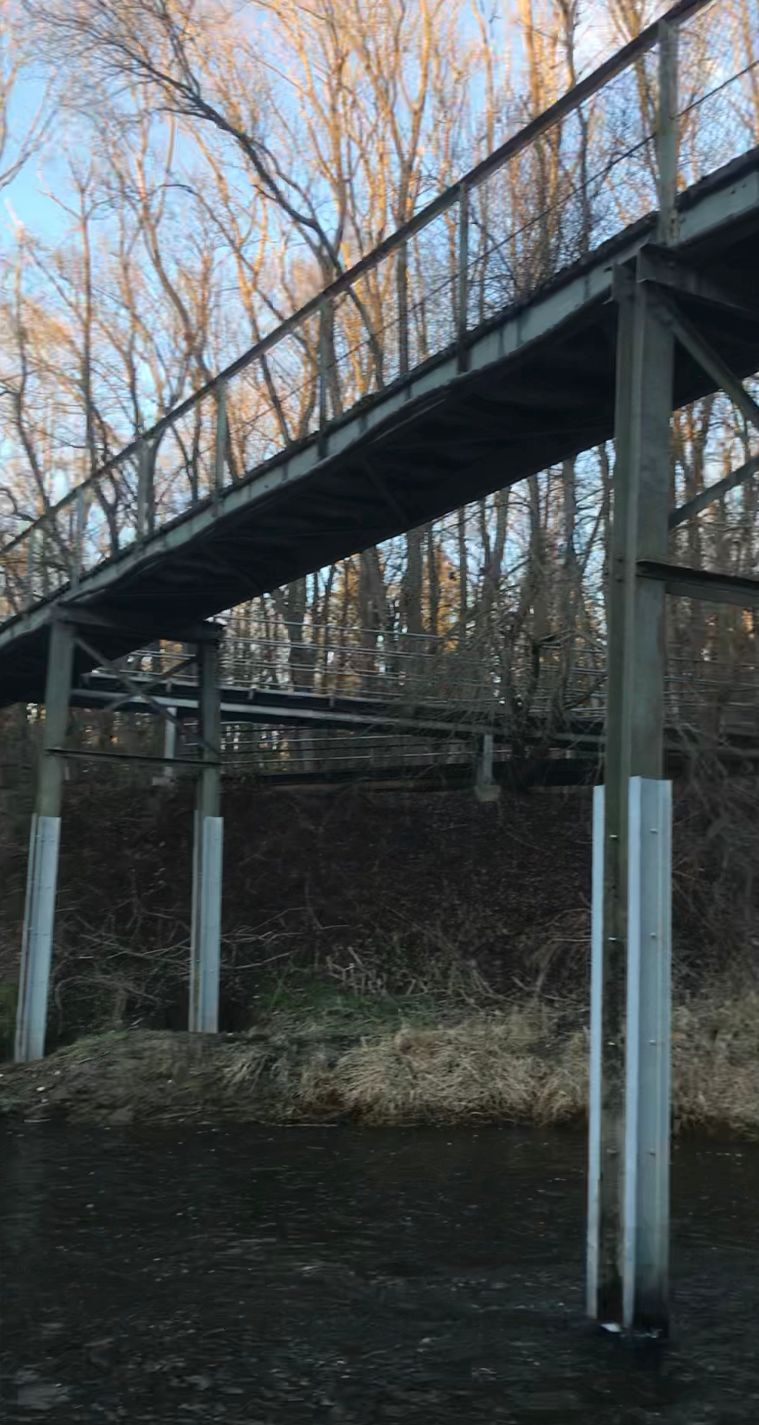
„Mädlasteag“ bei der Einmündung des Illerkanals in die Iller (2021)

In Folge des Bayerischen Erbfolgekrieges behauptete knapp zehn Jahre nach dem Ableben der Gräfin Anna von Kirchberg († 1493) der römisch-deutsche König Maximilian die Herrschaft Kirchberg-Weißenhorn für sich und übertrug als territorialen Ausgleich für seine finanzierte Kaiserwahl 1507 dem Augsburger Kaufmann Jakob Fugger die Herrschaft. Dieser kaufte den drei Jahre zuvor als Leibgeding eingesetzten Heinrich Merck aus dessen lebenslangem Versorgungsrecht am Schloss heraus und entschädigte ihn. Im Zuge der „Kleinen Eiszeit“ in seiner Bausubstanz wohl zu stark in Anspruch genommen, wurde das Schloss 1627 auf Geheiß der zuständigen Fugger hin abgerissen. Nasse und regenreiche Sommer sowie lange und kalte Winter verstärkten die jährlichen Hochwasser und schmälerten die jährlichen Ernteerträge beträchtlich.
Die bescheidene Kirche der vom Marien- zum Ulrichspatronat gewechselten Pfarrei verfügte im Jahrzehnt vor Beginn des Dreißigjährigen Krieges lediglich über zwei Kelche und einen Turm mit zwei kleinen Glocken. Gleichzeitig fehlte eine wasserfeste Sakristei, ein Tabernakel oder das Ewige Licht. Eine Situation, die sich mit den Ausplünderungen des Ortes während des Krieges (1618–1648), in dem die von der Landwirtschaft lebenden Menschen die durchziehenden Söldner unterzubringen und zu versorgen hatten, zusätzlich verschlimmerte und im fast vollständigen Abbrennen des Ortes mit Ausnahme der Kirche mündete. 1635 erlag mit Pfarrer Jakob Walter der neunte Nachfolger des ersten belegten Ortspfarrers Konrad Mair († 1492/94) der Pest; während des Französisch-Schwedischen Kriegs(abschnitts) lebten 1642 nur noch drei Familien im Ort. Die alltäglichen und humanitären Nöte sorgten dafür, dass in den letzten Jahren des Episkopats des Augsburger Fürstbischofs Heinrich V. von Knöringen bis zu sieben Pfarreien von einem Seelsorger betreut werden mussten. Illerzell wurde jahrzehntelang von Wullenstetten oder Illerberg aus betreut und während der englischen Belagerung Ulms im Spanischen Erbfolgekrieg erneut stark in Mitleidenschaft gezogen. Die nächsten knapp zwei Jahrhunderte konnten sich Land und Leute wieder erholen. Infolgedessen blieb auch die Pfarrstelle ab 1669 knapp ein Vierteljahrtausend bis zum Tode Pfarrer Joseph Schäbles nach siebzehnjähriger Amtszeit († 1935) fast durchgängig besetzt; Ausnahme bildete lediglich eine knapp fünfundzwanzigjährige Zwischenzeit um 1900. Die Pfarrer bildeten so bis weit ins 20. Jahrhundert hinein zusammen mit den im Rathaus (heutiger Altbauteil des Feuerwehrhauses) Ton angebenden Bürgermeistern und den im Alten Schulhaus (heute: „Kindergarten Pusteblume“) unterrichtenden Schullehrkräften das prestigeträchtige Dreigestirn des Ortes.
Aus der Zeit der Napoleonischen Kriege ist in Illerzell, an dessen Lage die französischen Truppen gemäß Volksmund fälschlicherweise eine Stadt zu glauben schienen, ein aus Oberelchingen entwendetes und von betrunkenen Soldaten im ehemaligen Gasthaus „Traube“ vergessenes Gemälde mit dem Motiv der Sieben Schmerzen Mariens erhalten. Anfang des 20. Jahrhunderts wurde es durch den jungen wie sterbenskranken Trauben-Wirt Hornstein in einer eigens gebauten Kapelle untergebracht. Da dieser Bau durch aufgestellte Votivkerzen während des Zweiten Weltkriegs in Brand geriet, befindet sich das unbeschadete Bild nunmehr im durch Pfarrer Ulrich Eberle an gleicher Stelle wiedererrichteten Neubau aus der unmittelbaren Nachkriegszeit.

### 20. Jahrhundert
Es finden sich auf dem Kriegerdenkmal 17 (Erster Weltkrieg) bzw. 37 (Zweiter Weltkrieg) Namen von Gefallenen aus dem Ort.
2012 wurde bei der Aushebung eines privaten Fischteichs in der Waldseestraße eine Flaschenpost gefunden, mit der an die Pflanzung zweier nach Paul von Hindenburg und Adolf Hitler benannter Linden zum 1. Mai 1933 erinnert wurde. Nach dem Zweiten Weltkrieg lebte für einige Jahre der ehemalige SS-Gruppenführer Gerhard Klopfer unerkannt wie juristisch unangeklagt im damaligen Dorf. Er war im Januar 1942 einer von 15 Teilnehmern der Wannseekonferenz gewesen.

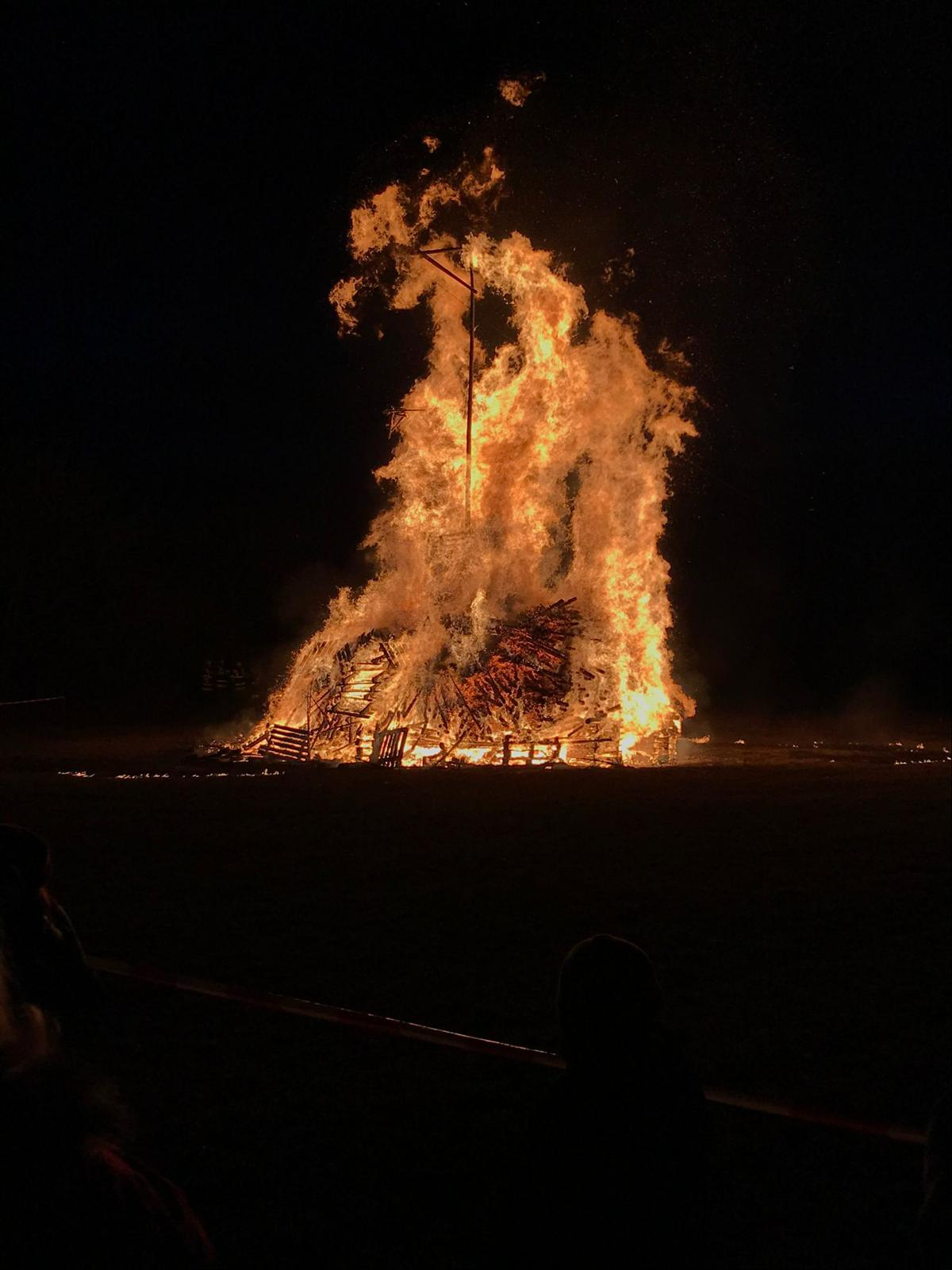
Funkenfeuer (2020)

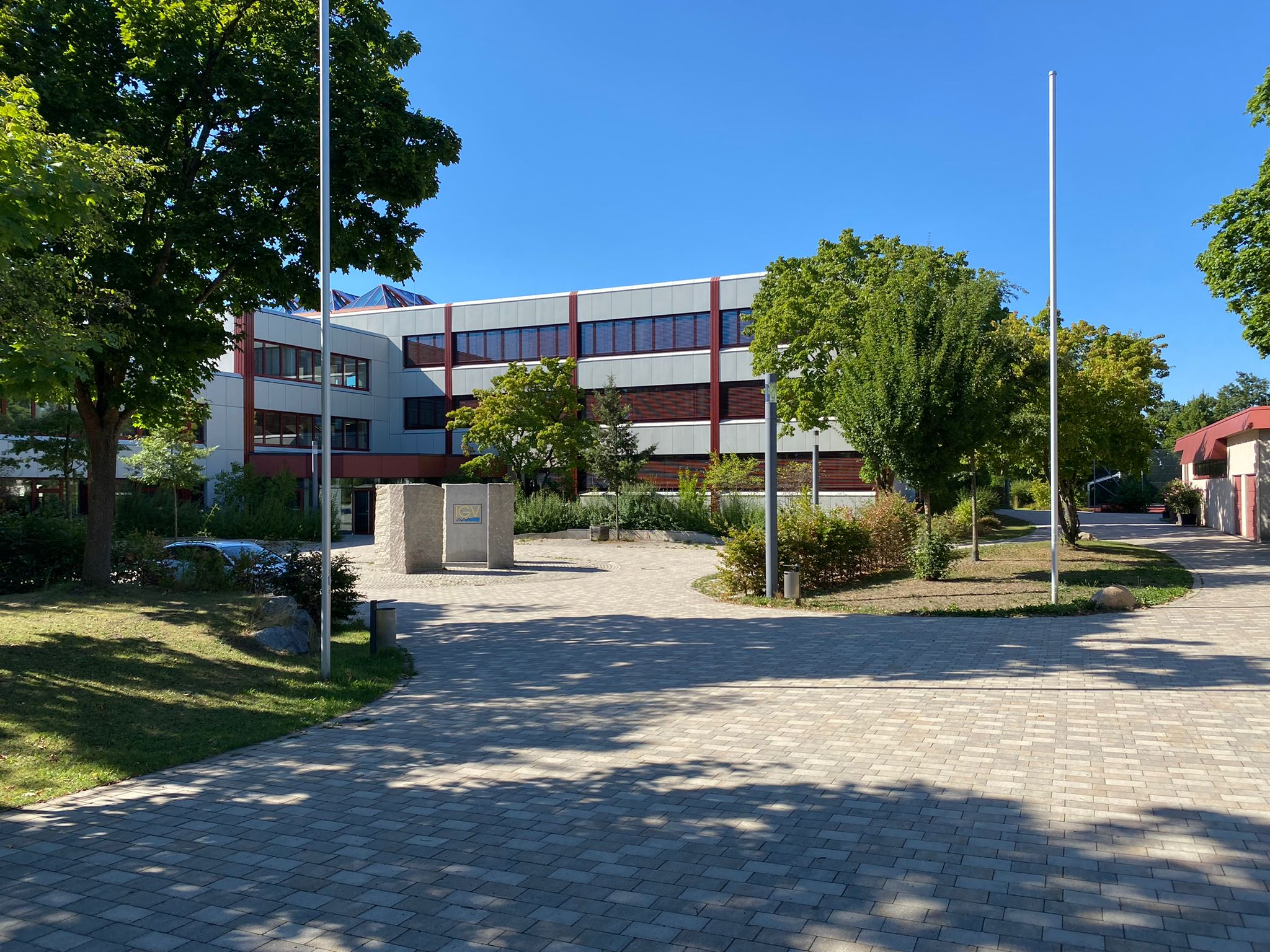
Illertal-Gymnasium Vöhringen in Illerzell

### Eingemeindung
Nicht zuletzt aufgrund neuer Baugebiete wuchs der Ort bis Anfang der 1970er Jahre auf 600 Einwohner an. Im Oktober 1971 stimmten über 93 % der wahlberechtigten Illerzellerinnen und Illerzeller in einer „Testbefragung“ für die Eingemeindung nach Vöhringen und damit eindeutig gegen eine mögliche Eingliederung nach Senden. Die Zusammenlegung der Altlandkreise Illertissen und Neu-Ulm zum neuen Landkreis Neu-Ulm ebnete im Zusammenhang mit der Bayerischen Gebietsreform 1972 unerwartet die juristischen Hürden, die ein etwaiger Landkreiswechsel des zu Neu-Ulm gehörigen Illerzell nach Illertissen wohl jahrelang hätte nehmen müssen, sodass am 1. Juli 1972 im Rahmen eines Festakts die Eingliederung Illerzells in die Gemeinde und spätere Stadt Vöhringen gefeiert wurde.

## Kultur

### Bildungseinrichtungen
Vöhringen und Senden stritten sich in den 1970er Jahren um den Standort eines zu errichtenden Gymnasiums. Nachdem beide frischgebackenen Städte jeweils die Mehrheit für einen etwaigen Schulstandort im Kreistag verpasst hatten, setzte sich der Vorschlag des Vöhringer Bürgermeisters und späteren Neu-Ulmer Landrats Erich Josef Geßner durch, das Schulgebäude für das „heimatlose“ und in (Keller-)räumen der Uli-Wieland-Schule und der Volksschule notdürftig untergebrachte Mathematisch-naturwissenschaftliche Gymnasium Vöhringen in Illerzell zu errichten. Das Gebäude wurde mit Beginn des Schuljahres 1982/83 bezogen und ist aufgrund der Generalsanierung 2014–2017 und des Baus der Mensa knapp zehn Jahre zuvor eines der modernsten Schulgebäude der Region.

### Vereinsleben
Über die Grenzen des Landkreises hinaus machte sich der 1929 gegründete Sportverein einen Namen, der seine Heimspiele zunächst auf einem Platz zwischen dem heutigen Zeisigweg und der Waldseestraße jenseits des Kanals austrug und am 9. Februar 1984, dem Schwarzen Donnerstag", das vollständige Ausbrennen des durch viele helfende Hände erbauten Vereinsheims verkraften musste. Ab 1959 bis in die 1990er Jahre hinein war der Verein Organisator von internationalen Pfingstturnieren und -spielen, bei denen Mannschaften aus Kamerun, der ehemaligen Tschechoslowakei oder die Nationalmannschaft Vietnams ebenso antraten wie etwa bundesdeutsche Teams aus der Jugend des 1. FC Kaiserslautern um Spieler wie Mario Basler.
In der Gegenwart sind die von der Trachtenkapelle musikalisch gestalteten Maibaum-, Dorf- und Weinfeste am Sport- oder Dorfplatz, die Aufführungen der örtlichen Mundart-Theatergruppe, die Heimspiele der seit der Saison 2018/19 in einer Spielergemeinschaft mit dem SC Vöhringen zusammenspielenden Fußballabteilung des SV Illerzell und die sonstigen vielfältigen Aktivitäten des Sportvereins, die kirchlichen Feste und Gottesdienste oder das von der Feuerwehr organisierte Funkenfeuer Angebote innerhalb der Dorfgemeinschaft und darüber hinaus, Begegnung und Beisammensein im Jahreskreis zu pflegen.

„Der alteingesessene Illerzeller ist zwar heute noch Illerzeller und darf dies auch sein. Aber er identifiziert sich gleichzeitig mit der Stadt Vöhringen. Es gibt keine Benachteiligungen. Als Stadtteil von Vöhringen hat sich Illerzell seinen ganz eigenen Charakter bewahrt und ist ein begehrter und attraktiver Wohnort.“

## Pfarrkirche Sankt Ulrich als Wahrzeichen des Ortes

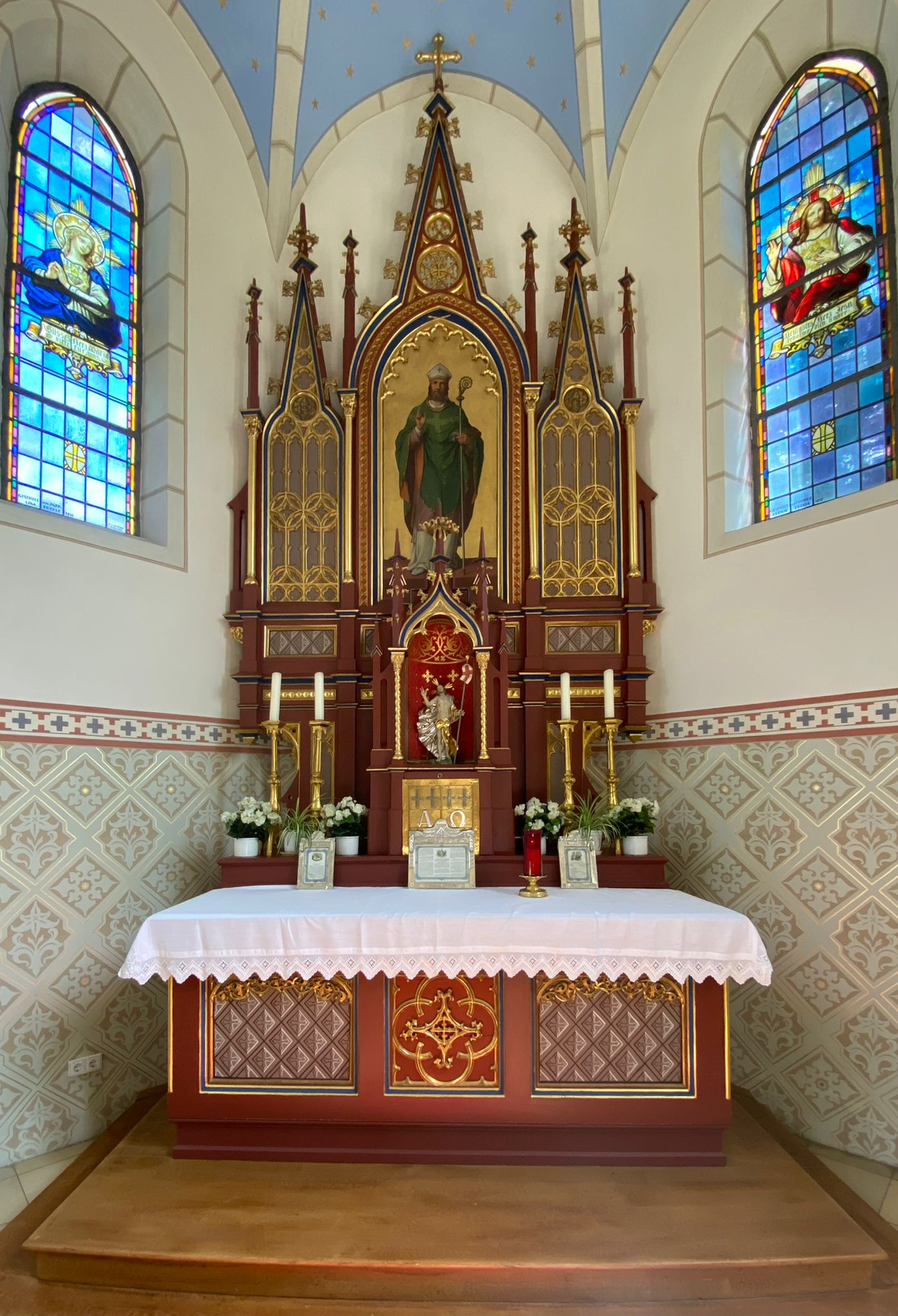
Hochaltar der Illerzeller Ulrichskirche (2022).

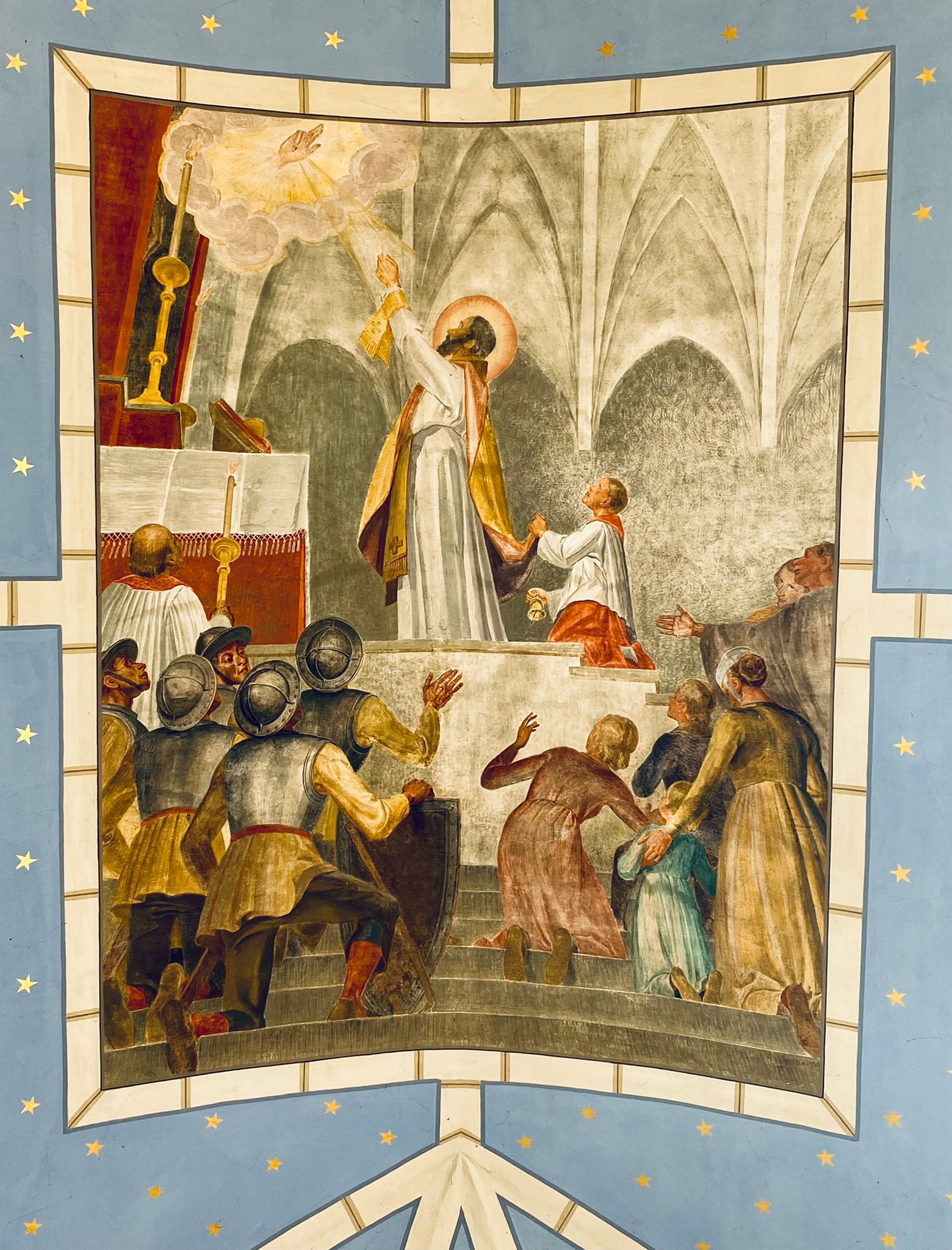
Schmidt-Deckengemälde (1939) mit dem Motiv der Ulrichsmesse.

Bereits 1373 indirekt im Zusammenhang mit dem verkauften Kirchensatz an die Grafen von Kirchberg erwähnt, war die Illerzeller Pfarrei, deren datierbare Ursprünge sich im Dunkel der Geschichte verlieren, aufgrund der häufig durch Hochwasser weggeschwemmten Ernteerträge und wiederholter Plünderungen verhältnismäßig arm und verfügte lediglich über beschränkte finanzielle Spielräume. Daher fehlten lange Zeit über wichtige Elemente der liturgischen Grundausstattung. Das wohl auf das späte 15. Jahrhundert zurückgehende Kirchlein, das dem Volksmund nach einen abgebrannten Vorgängerbau aus Holz knapp 100 m nordöstlich des ehemaligen Schlosses ablöste, war entsprechend in seiner Bausubstanz aus dem Schutt abgetragener Bauwerke und Illerschotter errichtet. Bis Ende des 16. Jahrhunderts vom Marien- zum Ulrichspatronat übergegangen, war die „alte Kirche“ ohne Turm ca. vierzehn Meter lang und sechs Meter breit. Ihre 1,10 Meter breiten Außenmauern waren ohne besonderes Fundament errichtet und in ihrem Inneren mit ungeeigneten Baubruchstücken aufgefüllt, sodass sich aufgrund der Feuchte im Mauerwerk Risse bildeten und die nördlichen und südlichen Doppelmauern jeweils nach außen gedrückt wurden, was die Baustatik ernsthaft bedrohte. Die alte Kirche war mit zwei Altären ausgestattet. Ersterer war als Hauptaltar der früheren Pfarrpatronin, der Muttergottes, sowie der Heiligen Barbara und Katharina gewidmet; zweiterer dem Pfarrpatron Sankt Ulrich sowie Sebastian und Anna. Der Turm verfügte über zwei Glocken, wovon die ältere knapp 50 kg wog und als Fertigung Johann Frädenbergers auf die erste Hälfte des 15. Jahrhunderts zu datieren ist. Er wurde in zwei Bauabschnitten errichtet, sodass der untere Teil eine Höhe von knapp sechs Metern aufwies, während der jüngere Aufbau ein Satteldach trug, das im Norden und Süden mit jeweils drei Birett-förmigen Hauben aus Stein auf den gotischen Pfeilern verziert wurde. Nachdem am frühen Dienstagmorgen des 22. Februar 1859 die neue Pfarrkirche in Weißenhorn während der Frühmesse einstürzte und zwölf Menschen ihr Leben lassen mussten, reagierte der Illerzeller Ortspfarrer Ambrosius Degenhart zügig wie konsequent und richtete in nicht einmal zwei Wochen den 1837 zusammen mit dem Pfarrhaus erbauten Pfarrstadel als Interimskirche für das einsturzgefährdete Kirchlein ein. Um die vom Weißenhorner Maurermeister Joseph Deibler und dem Illertisser Baubeamten Emil Horstig d´Aubigny von Engelbrunner ausgearbeiteten Entwürfe eines Neubaus in die Tat umzusetzen, musste durch die Genehmigung der Kollekte im ganzen Königreich seitens König Maximilian II. Joseph nicht nur der finanzielle Rahmen geschaffen werden, sondern auch ab Hochsommer 1861 der Vorgängerbau samt Kirchenmauer abgerissen werden und der nunmehr als Bauplatz verwendete Friedhof zur Beseitigung von Unebenheiten teilweise aufgeschüttet werden.

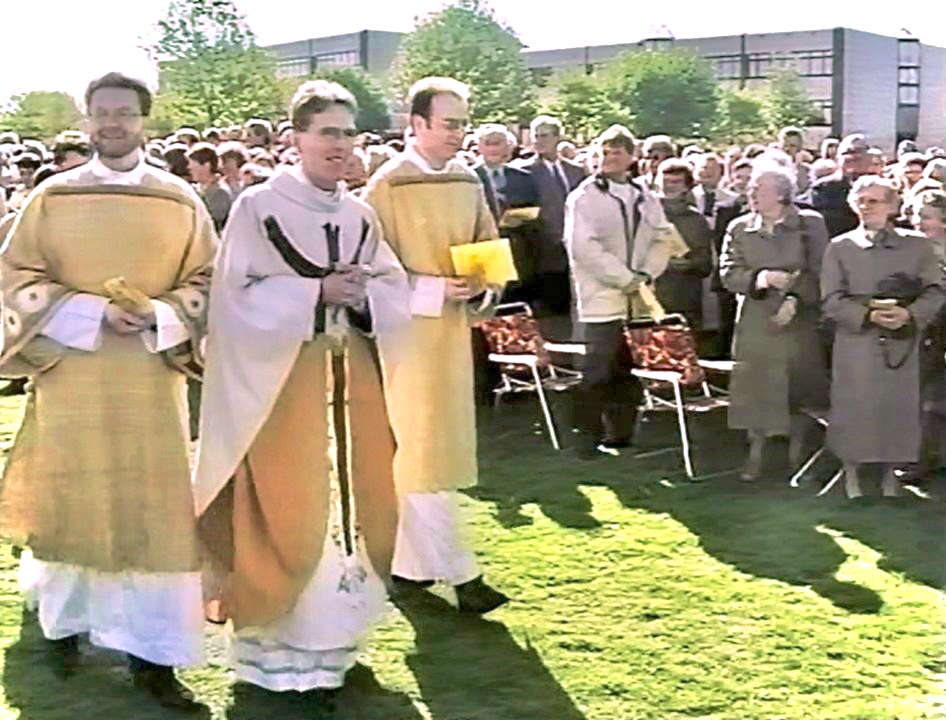
Primiz von Klaus Bucher am 11. Mai 1997 auf dem Sportplatz in Illerzell.

Da auf dem Bau die unentgeltlich arbeitenden Illerzeller in Streit gerieten und es bezüglich der zu bauenden Sakristei zu Unstimmigkeiten zwischen Ortspfarrer Degenhart und dem Kirchenpfleger Schmölz kam, verzögerte sich der Bau in seiner Fertigstellung. Ursprünglich war ein Hochaltar mit schlichtem Aufbau knapp hinter den vom Vöhringer Schreiner Zeller gefertigten Chorgestühlen geplant, damit die Sakristei aus Kosten- wie Platzgründen innerhalb des Chores untergebracht hätte werden können. Die finanziellen Bewilligungen seitens des bayrischen Königs sowie die Schenkung des Hundertpfund-Hochaltargemäldes durch den Augsburger Bischof führten dazu, dass die Sakristei an der Südseite der Kirche ausgelagert werden konnte. Der von Schreinermeister Heinle aus Hegelhofen gefasste Hochaltar erwies sich nunmehr als zu hoch für die hintere Nische im Chor, sodass die ursprünglich drei geplanten Hochaltarstufen auf zwei reduziert wurden und das mittlere Chorfenster wieder zugemauert werden musste. Knapp zweieinhalb Jahre nach Baubeginn wurde Ende Juni 1864 die noch schlicht ausgestattete Pfarrkirche durch den Illerberger Dekan Barthlme benediziert und am Morgen des 19. Mai 1867 durch den Augsburger Bischof Pankratius von Dinkel geweiht. Die Kirche erfuhr gerade in den 1930er Jahren charakteristisch einschneidende Umgestaltungen: Die burgartigen Verziermalereien des Malers Albert Heinle wurden ebenso wie die Chorfenster Augsburger Stifter ersetzt. Die Familie Eberle stiftete 1932 die durch Franz Xaver Zettler aus München geschaffenen Farbglasfenster mit dem Motiv Herz Jesu und Herz Mariens; 1939 ersetzte der Münchner Maler Johann Michael Schmidt die Heinle-Malereien an der Wand durch eine schlichtere Gestaltung. Zudem schuf er im Chor („Ulrichsmesse“) sowie im Langhaus (Schlacht auf dem Lechfeld) zwei neue Malereien rund um das Leben des Pfarrpatrons. Letztere Langhaus-Malerei, die den Teufel mit einem durch den Heiligen Ulrich ausgestochenen Auge zeigte, wurde aufgrund ihres trivialen wie brutalen Charakters bei der Kirchenrenovation von 1987/1989 wieder entfernt. Letztere Renovierung war in der jüngeren Vergangenheit neben der von 2009/2010 der bedeutendste Eingriff zum Erhalt der Bausubstanz und zur Erneuerung des Kirchengebäudes nach den jeweiligen liturgischen Ansprüchen.
Anlässlich diverser Wiedereröffnungen oder kirchlicher Feste im Jahreskreis waren mit dem Augsburger Weihbischof Rudolf Schmid (1989), dem Diözesanadministrator Josef Grünwald (2010) sowie dem emeritierten Augsburger Diözesanbischof Walter Mixa (2014) auch immer wieder Bischöfe aus der Leitung des Bistums Augsburg als Hauptzelebranten zu Gast in der Illerzeller Ulrichskirche. Weitere kulturelle wie liturgische Höhepunkte waren und sind die drei Primizen im Ort: 1896 feierte Ulrich Eberle, der sich in seinen über 40 Jahren als Pfarrer in Brunnen über dem rechten Seitenaltar der dortigen Kirche Sankt Michael malen ließ und Ende 2020 eine nach ihm benannte Straße durch den Gemeinderat Brunnen bewilligt bekam, seine erste Heilige Messe in der Ulrichskirche. 1997 folgte die Primiz des heutigen Günzburger Dekans Klaus Bucher, bei der unter anderem der damalige Bundesfinanzminister Theo Waigel teilnahm. 2012 feierte der heutige Augsburger Domvikar und Diözesanjugendpfarrer Tobias Wolf auf dem Dorfplatz seine erste Heilige Messe. Zuständiger Pfarrer für Illerzell ist in einer Reihe von 50 dokumentierten Namen von Seelsorgern seit 2014 der ehemalige Augsburger Regens und nunmehrige Vöhringer Stadtpfarrer Martin Straub.